# Pietro Rovelli
Pietro Rovelli (6 de febrero de 1793, Parma - 8 de septiembre de 1838, Bergamo) es uno de los violinistas distinguidos de los primeros años del siglo XIX. Pertenceció a una familia de notables músicos italianos. Fue discípulo de Rudolf Kreutzer, también estudió en París. Su padre Alessandro dirigía una orquesta en Weimar. Giuseppe,otro familiar, fue violoncelista en la Corte de Parma, donde Pietro nació el 6 de febrero de 1793. Su abuelo, Giovanni Battista Rovelli, fue primer violinista en la orquesta de la iglesia de Santa Maria Maggiore en Bergamo.
Pietro tuvo un talento musical precoz. tiene un considerable número de composiciones: se destacan sus caprichos, conciertos y cuartetos de cuerda.  Murió en 1838.

## Selección de obra
- 6 Caprices para Solovioline op. 3 (Viena, 1820)
- 6 Caprices para Solovioline op. 5 (Leipzig, 1822)
- Concerto Violín
- varios cuartetos de cuerda
- diversas variaciones y popurrís para violín y piano